# Бикон (Њујорк)
Бикон (енгл. Beacon) град је у америчкој савезној држави Њујорк. По попису становништва из 2010. у њему је живело 15.541 становника.

## Демографија
Према попису становништва из 2010. у граду је живело 15.541 становника, што је 1.733 (12,6%) становника више него 2000. године.
| Група             | 2000.         | 2010.         |
| Белци             | 8.377 (60,7%) | 8.333 (53,6%) |
| Афроамериканци    | 2.713 (19,6%) | 3.612 (23,2%) |
| Азијати           | 181 (1,3%)    | 253 (1,6%)    |
| Хиспаноамериканци | 2.334 (16,9%) | 3.219 (20,7%) |
| Укупно            | 13.808        | 15.541        |